# Impatiens sutchuenensis
Impatiens sutchuenensis là một loài thực vật có hoa trong họ Bóng nước. Loài này được Franch. ex Hook. f. mô tả khoa học đầu tiên năm 1908.